# 刘岑
刘岑（？—1167年），字季高，号杼山，吴兴（今浙江吴兴）人。

## 生平
早年寓居溧阳（今江苏溧阳）。宣和六年進士，任著作郎，出使辽国。绍兴三年（1133年）除秘书少监，因得罪秦桧，被废官。绍兴二十五年秦桧死，得以复官，提举台州崇道观，歷知泰州、扬州、温州。绍兴三十一年，除户部侍郎。以徽猷阁待制致仕。乾道三年（1167年）卒。
刘岑不好柳永詩。工草书，“纵逸而不拘，盖有自得之趣”，周必大跋《高帖支》：“杼山老人笔精墨妙，独步斯世。”